# Hedwiga
Hedwiga is een geslacht van hooiwagens uit de familie Triaenonychidae.
De wetenschappelijke naam Hedwiga is voor het eerst geldig gepubliceerd door Roewer in 1931. 

## Soorten
Hedwiga is monotypisch en omvat slechts de volgende soort:
- Hedwiga manubriata